# Platylabus theresae
Platylabus theresae là một loài tò vò trong họ Ichneumonidae.